# Raphaël Dallaporta
Raphael Dellaporta (* 27. září 1980, Dourdan v departementu Essonne) je francouzský fotograf, vítěz Niépcovy ceny v roce 2019.

## Životopis
V letech 2004, 2006 a 2013 vystavoval na fotografickém festivalu Rencontres d'Arles ve Francii. V roce 2010 získal ocenění Mladého fotografa na soutěži ICP Infinity Award. Muzeum Nicéphora-Niépceho představilo v roce 2012 jeho výstavu Observation (Pozorování). V letech 2014–2015 byl prezidentem Francouzské akademie v Římě – Villa Medicejských. V roce 2019 získal Niépceovu cenu.
Autorovy fotografické dokumenty spojují historii, vědu, umění a technologie. Jeho dlouhodobé projekty zahrnují celou řadu lidských činností. Úzce spolupracoval s experty na odstraňování min (Antipersonnel), právníky (Domácí otroctví), forenzními lékaři (Fragile) a také s archeology (Ruiny). Každý z jeho projektů usiluje o zviditelnění jevů, objektů nebo oblastí, které jsou skryté, jsou pro společnost tabu anebo nepřístupné. Každý projekt je zakončen monografickou publikací.

## Dílo
Cyklus Raphaëla Dallaporty líčí protipěchotní miny fotografované zblízka a doprovázené technickými poznámkami (výrobce, země původu, operace). Tato série byla vystavena během festivalu Nicephore + 170 a v Evropském domě fotografie v roce 2010.
Některé z jeho fotografií jsou součástí sbírek Musée de l'Élysée v Lausanne, Národního fondu pro současné umění (FNAC) a Evropského domu fotografie v Paříži.